# Cybocephalus tryapitzini
Cybocephalus tryapitzini là một loài bọ cánh cứng trong họ Cybocephalidae. Loài này được Kireitshuk miêu tả khoa học năm 1984.